# Тритеизм
Тритеизм (Троебожие, греч. τριθεισμός) — неканоническая, не основанная на тексте Священного Писания (Библии), а потому — не поддерживаемая большинством христианских церквей трактовка догмата о Троице, согласно которой Троица представляет собой не одного Бога в трёх лицах, а трёх Богов. Данная точка зрения неоднократно высказывалась в истории всех конфессий христианства - в частности, византийским богословом-монофизитом VI века Филопоном («три неких бога»). Идеи, трактуемые как тритеистские (о том, что три лица Троицы сидят «раздельно» на трёх престолах) есть в произведениях протопопа Аввакума (или, по крайней мере, приписываемых ему).
Тритеизм не был принят ни в одной из существующих исторических христианских церквей и всеми ими считается ересью. Однако нередко христианство в целом как мировоззрение некорректно и бездоказательно обвиняется другими монотеистическими религиями (иудаизм, ислам) в тритеизме.
Мормонизм отрицает историческое учение о Троице, изложенное в Афанасьевском Символе Веры, и признает существование Божества, состоящего из трёх Богов (Бога-Отца, Его Сына — Иисуса Христа и Святого Духа), единых в Своей цели. Однако считать мормонизм «традиционной» христианской конфессией не следует; поскольку это в значительной части оригинальная религия. Следует заметить, что почти все писания мормонов (кроме «Книги Авраама», входящей в состав «Драгоценной Жемчужины»), в отличие от их современного богословия, придерживаются строгого монотеизма, граничащего с савеллианством.
Термин «тритеизм» иногда применяется и к другим триадам богов (например, Брахма, Вишну и Шива в индуизме).